# モスクヴィッチ・アレコ
モスクヴィッチ-2141（通称：アレコ、ロシア語：АЛЕКО ）は、ロシアの自動車メーカー、モスクヴィッチにより1986年から1997年にかけて販売された中型乗用車である。

## 概要
1985年に発表され、ロシアおよびソビエト連邦で販売された。縦置きエンジンの前輪駆動で、ボディは5ドアハッチバック。従来のモスクヴィッチ車は頑丈だが旧式の、後輪駆動で固定軸のリアアクスルを持つセダンとワゴンだったが、アレコはエンジンや一部装備を除き共通する箇所はない。
後継車種は1997年から2002年まで販売された、近代化改良されたアレコであるM-2141-02スヴャトゴールおよびそのセダンモデルのM-2142。

## 構造
前輪駆動、ハッチバックのボディ、マクファーソンストラット式フロントサスペンション、トーションビーム式リアサスペンションといった革新的な方式を採用。ステアリングはラック・アンド・ピニオン式で、ステアリングコラムはコラプシブル式を採用。スペアタイヤはトランクの下部に装着され、車外からアクセス可能であった。先代の2140からホイールベースは約20センチメートル、全幅は14センチメートル延長され、ホイールサイズは1インチ拡大された。
従来のモスクヴィッチ車より室内空間を広く取り、より快適性、安全性が向上した。空気抵抗係数は0.35としている。

## 歴史
M-2141の開発開始前、モスクヴィッチの技術者らは後輪駆動の新型車の開発に取り組み、試作目前の段階まで進行していた。しかし、自動車産業大臣が未完成のプロジェクトの作業をすべて中断し、大臣が好んでいたフランスのシムカ・1307同様の前輪駆動の新型車を開発するよう要求。この要求は開発費の削減には貢献したものの、技術者やデザイナーにとっては侮辱的であった。デザイナーのイーゴ・ザイツェフは「失望した同僚たちを新規プロジェクトに参加させるのに、1カ月以上かかった」と述べた。
しかし、デザイナーは既存の車種をコピーすることは侮辱的で屈辱的と考え、新規のパワートレインとシャシには、異なるボディシェルが必要であり、結果としてM-2141とシムカの2台はボディタイプこそ類似していたものの、共通の部品は、ルーフの一部とウインドウシールの形状のみだった。
モスクヴィッチのチーフデザイナーであったユーリ・トカチェンコが1992年に述べたように、シムカ・1307とM-2141の相違点は多数あり、従来のエンジンは横置きするには大型だったため、ルノー・20/30やアウディ・80/100のように縦置きされた。

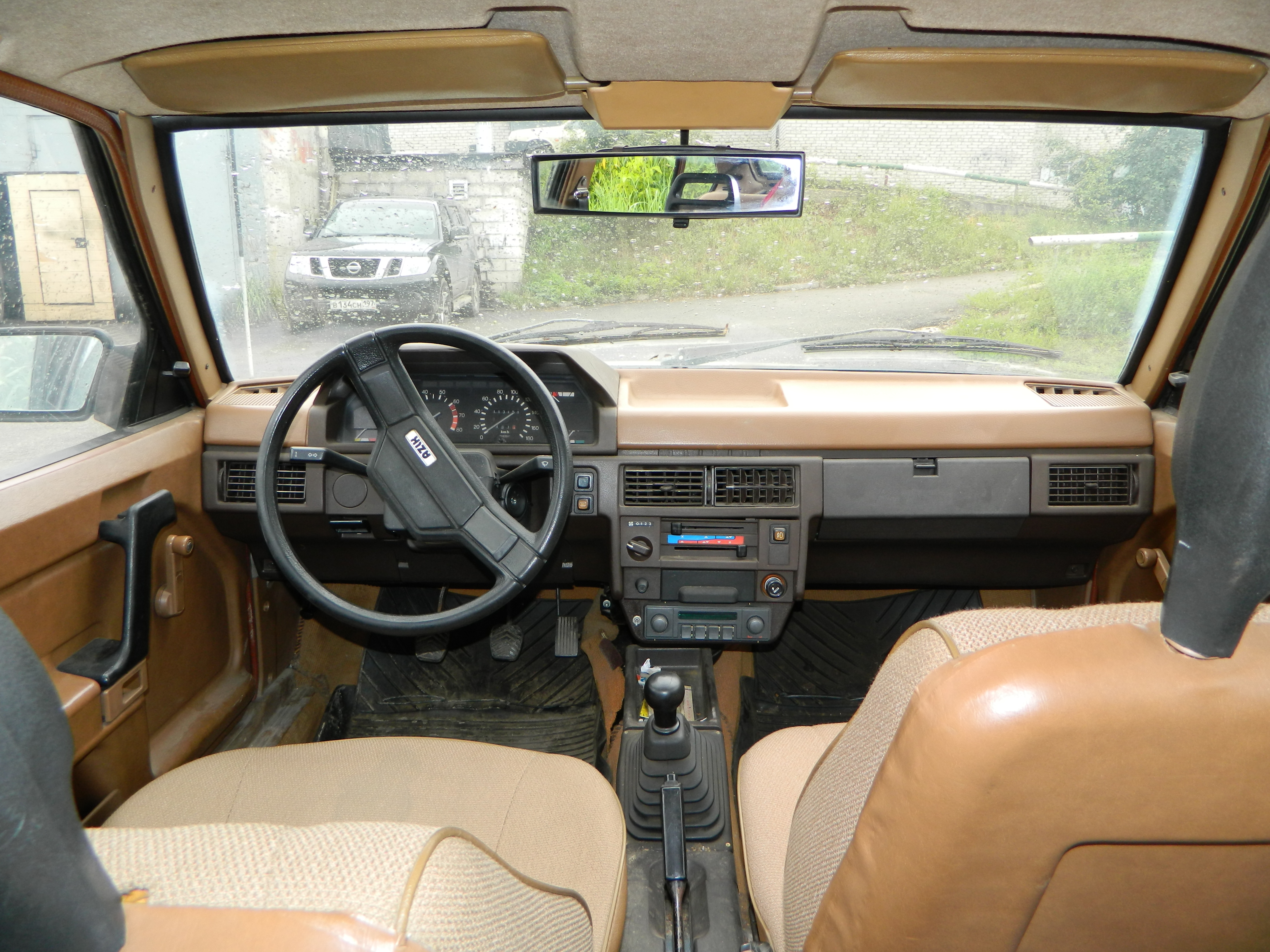
1989年式 茶色を採用したインテリア。茶色のインテリアは1990年頃まで採用されていた。

アレコは当時のソビエト連邦の自動車産業にとっては画期的なモデルであった。ソビエト連邦初の前輪駆動のハッチバックとなる予定だったが、モスクヴィッチが生産体制を整えるため2年遅れ、ラーダ・サマーラが先に登場した。M-2141はラーダ・サマーラよりスタイリッシュなデザインだったが、1991年のソビエト連邦の崩壊、経済危機、不祥事、業務混乱により、1990年代に部品の品質が低下し、市場での評判を落とした。それでもなお、パッシブセーフティの高さ、構造の堅牢さ、オフロード性の高さ、修理の簡易さなどが評価された。
2001年、新型のエアバッグとプリテンショナー付シートベルトを備えていないM-2141は、ロシアの新規安全評価プログラム、ARCAPが実施したテストで4つ星中、星ゼロの結果であった。なお、レビュアーは「20年前の車にしては、優秀な結果だ」と述べた。ステアリングコラムとAピラーの変形は、シトロエン・エグザンティアやアウディ・A4初期型より小さかった。
1991年以前にも、モスクヴィッチのデザイナーは、四輪駆動のM-21416SEや、1990年に初公開したステアリングホイールとデジタルメーターパネルを装備したM-2141のセダンモデルを製作したが、ソビエト連邦の崩壊により、これらはいずれも量産はされなかった。モスクヴィッチはM-2141用に、より強力な新世代の4気筒ガソリン/ディーゼルエンジンを設計し、テストも行ったが、エンジンの生産工場の建設が中断され、再開されずに計画は終了した。

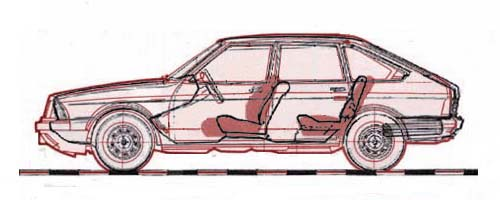
シムカ・1307（黒色）とアレコ（赤色）の車体デザインの比較。

アレコは主に国内市場で販売されたが、1980年代後半には輸出も開始された。フランスやドイツなどの一部の市場では、ラーダ・アレコとして宣伝され、標準のガソリンエンジンに加えてフォード製とインデノール製のディーゼルエンジンもラインナップされた。
イギリス・ダゲナムで製造されたフォード製のディーゼルエンジンは、1991年9月にモスクヴィッチの生産ラインで生産開始された。モスクヴィッチはソ連にエンジンの生産工場を建設する交渉を行ったが、外貨の不足により計画は頓挫した。また、アレコは1980年代後半に短期間、ブルガリアでもライセンス生産されていた。
最終型のモスクヴィッチ車には、スヴャトゴール（M-214122、M-214100、M-214145）と改名されたアレコの改良型やフェイスリフトモデルも存在した。ホイールベースを20センチメートル延長したユーリー・ドルゴルーキー（1997年-2002年、キエフ大公にちなんで命名された）も、少数ながら製造された。M-2141をベースとしながらも、2世代が製造された。初代は専用の長方形のヘッドランプを採用。2代目はフロント周辺がフェイスリフトされたスヴャトゴールの物となった。

## 派生車種
- アレコ141（海外市場向け）
- モスクヴィッチ-2141（国内市場向け、キリル文字：Москвич-2141）
- AZLK-2141（国内市場向け、キリル文字：АЗЛК-2141）
- スヴャトゴール（1997年以降、国内市場向け、キリル文字：Святогор）
- ALZK-214145（1997年以降、ルノー・F3R 2.0エンジン搭載、キリル文字：АЗЛК-214145）

## ギャラリー

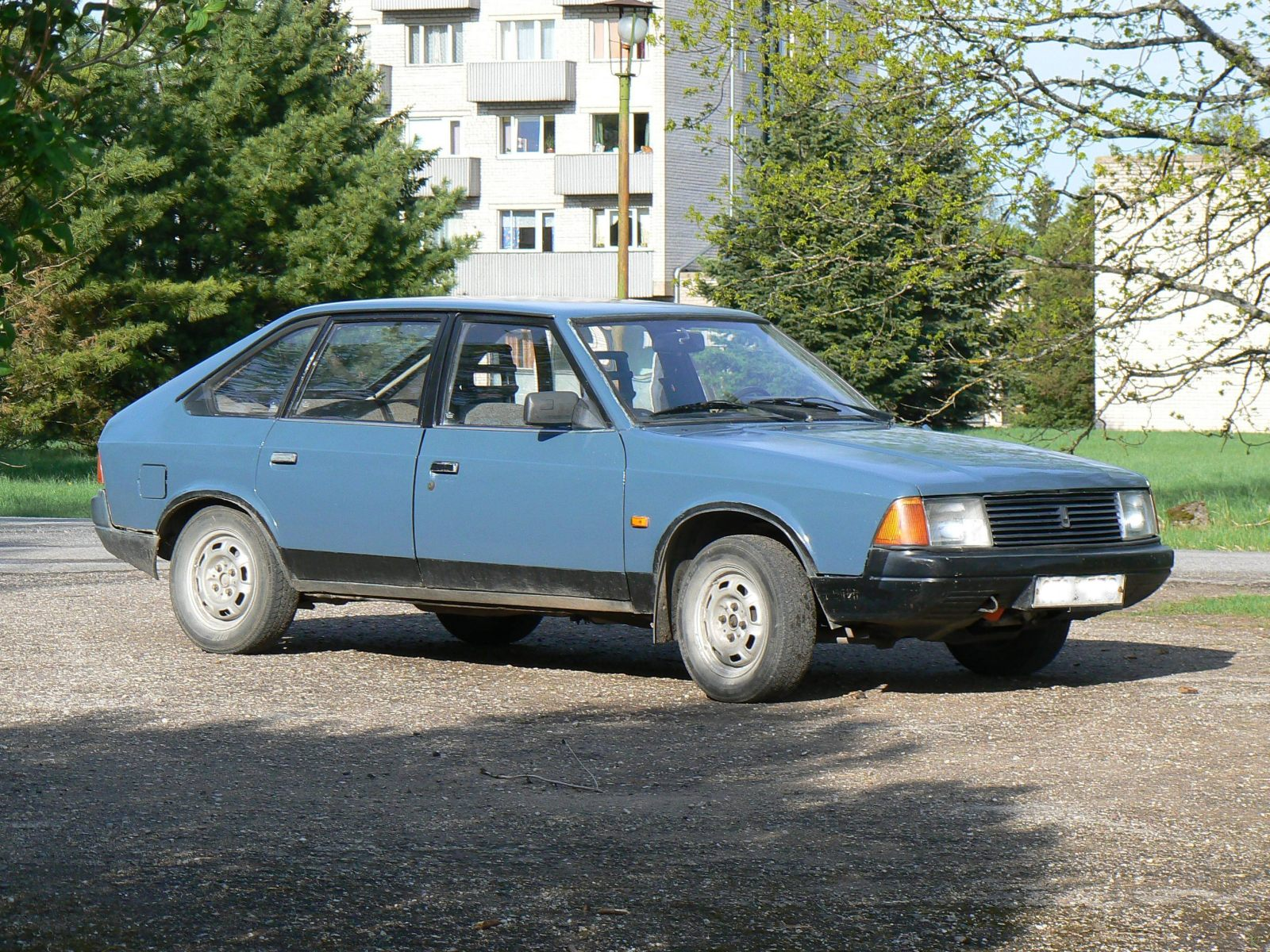
M-21412/M-2141S
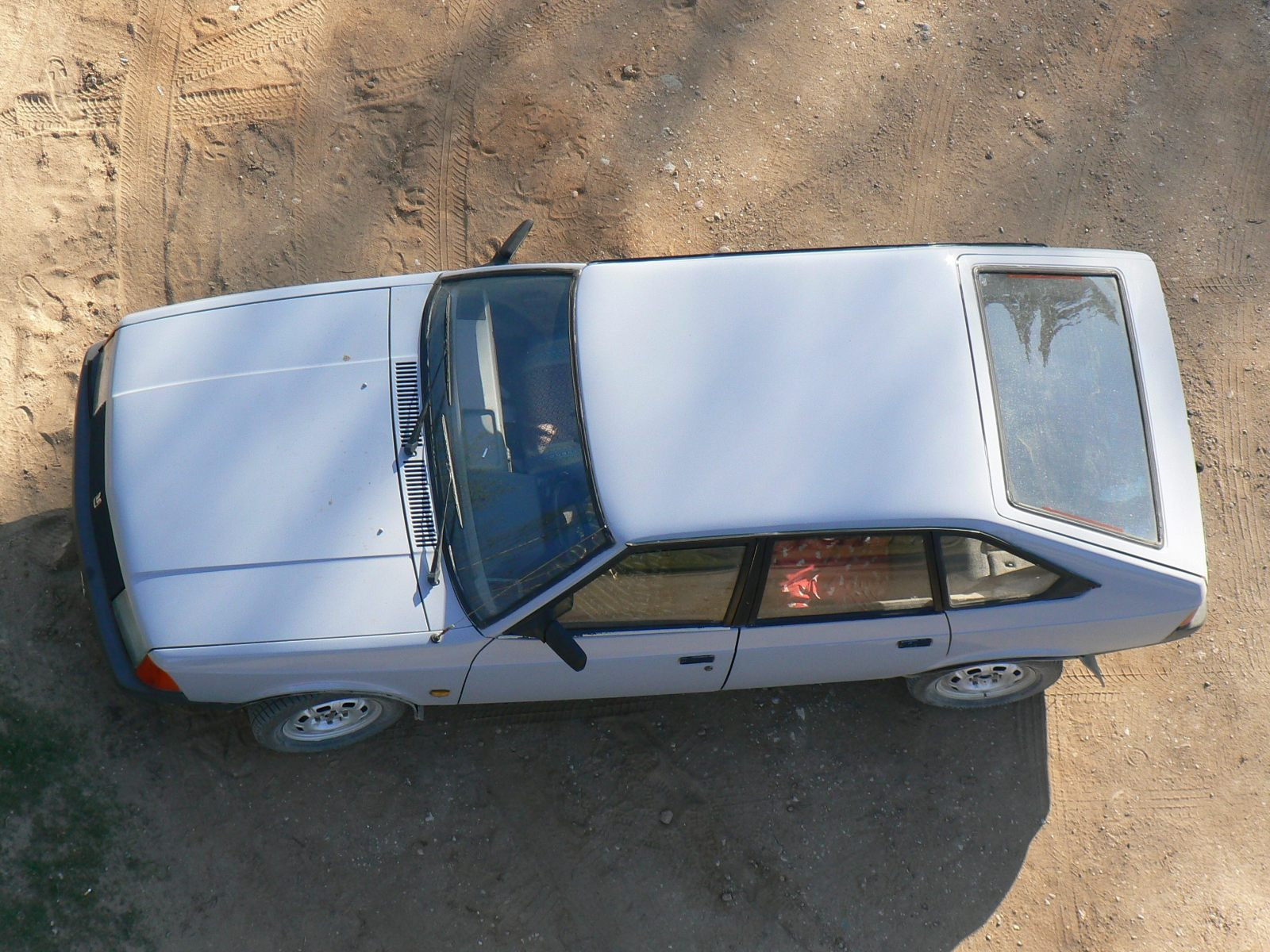
M-21412/M-2141S
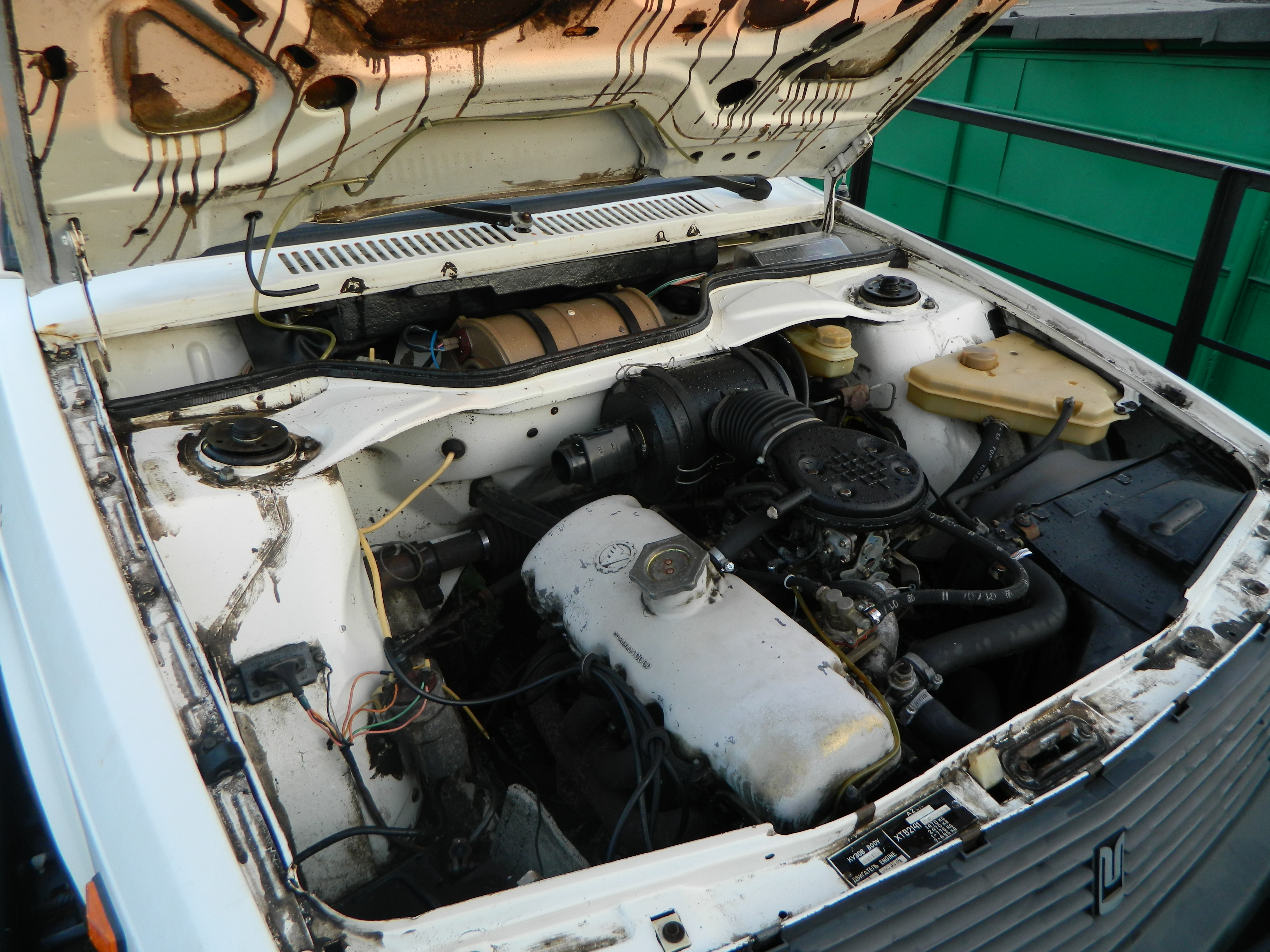
1989年式M-2141 エンジン内部（UZAM-331）
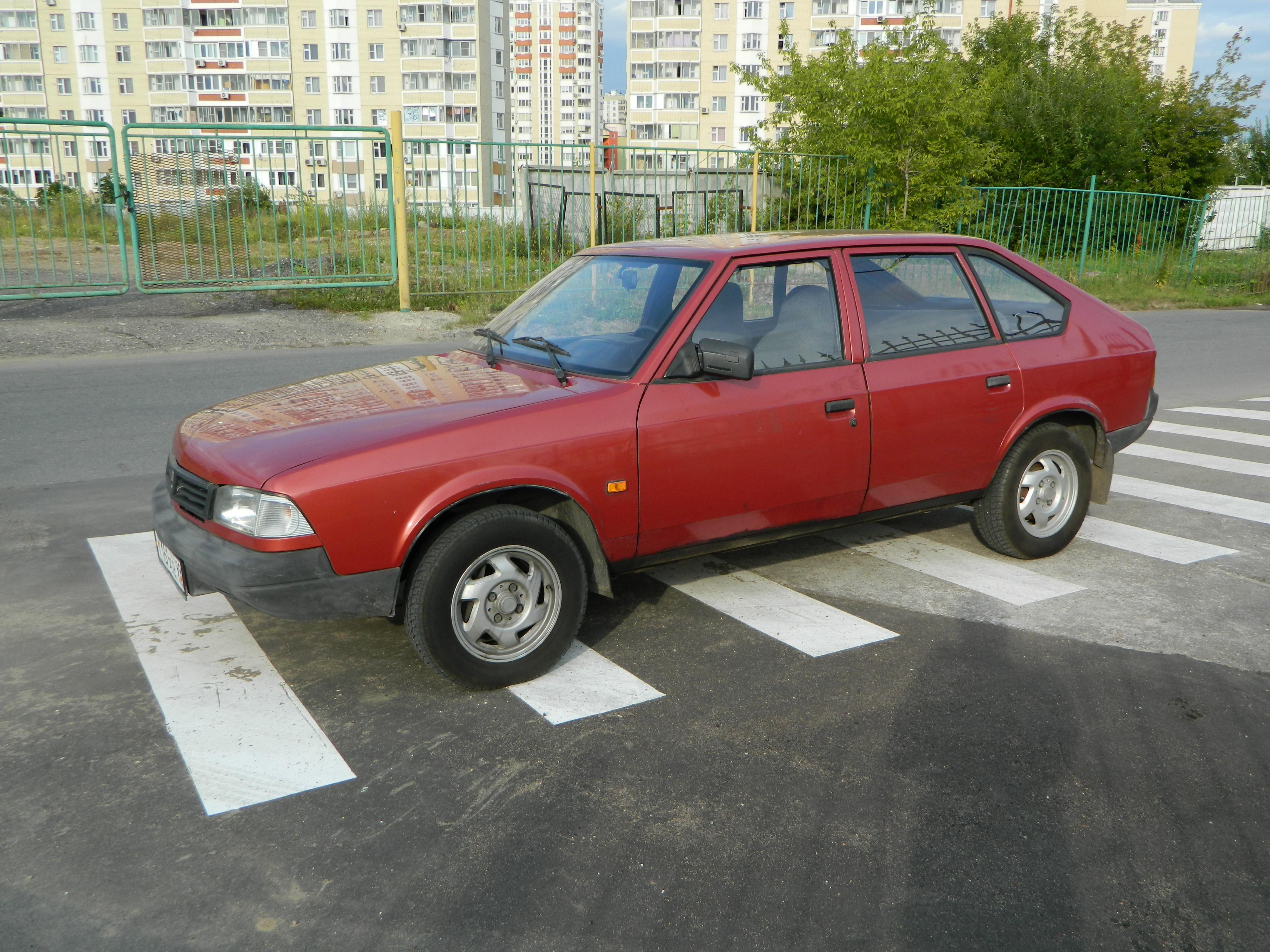
スヴャトゴール 1996年改良型
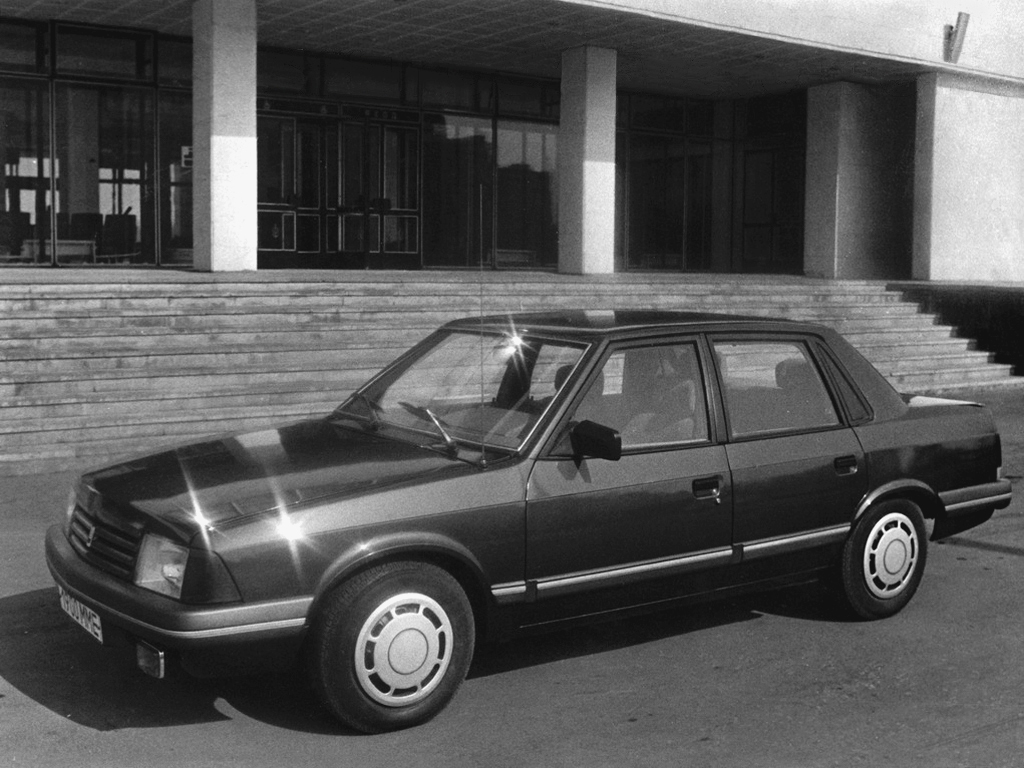
M-2142（プロトタイプ、フロント）
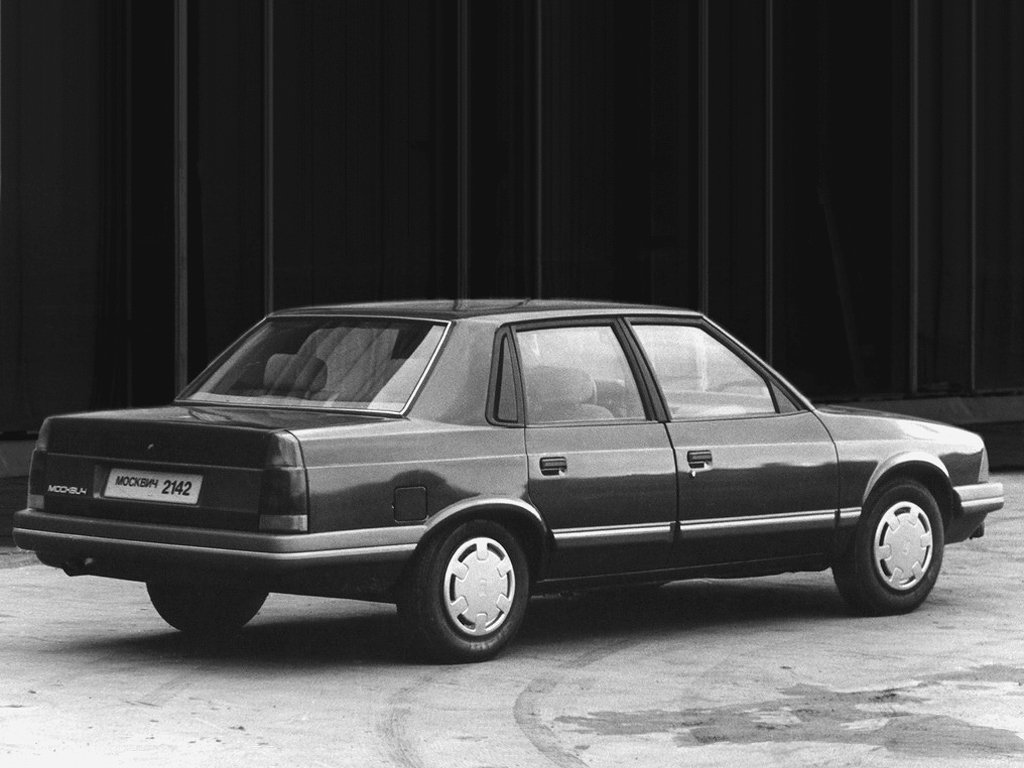
M-2142（プロトタイプ、リア）
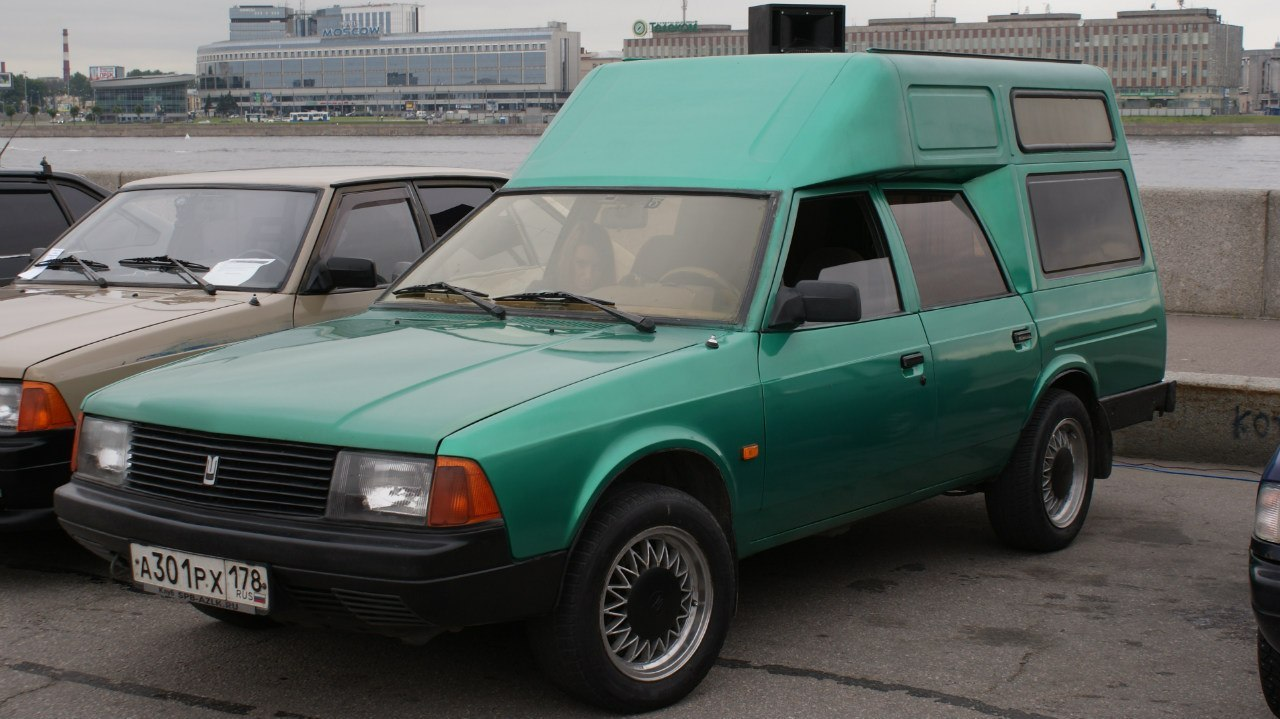
M-2901
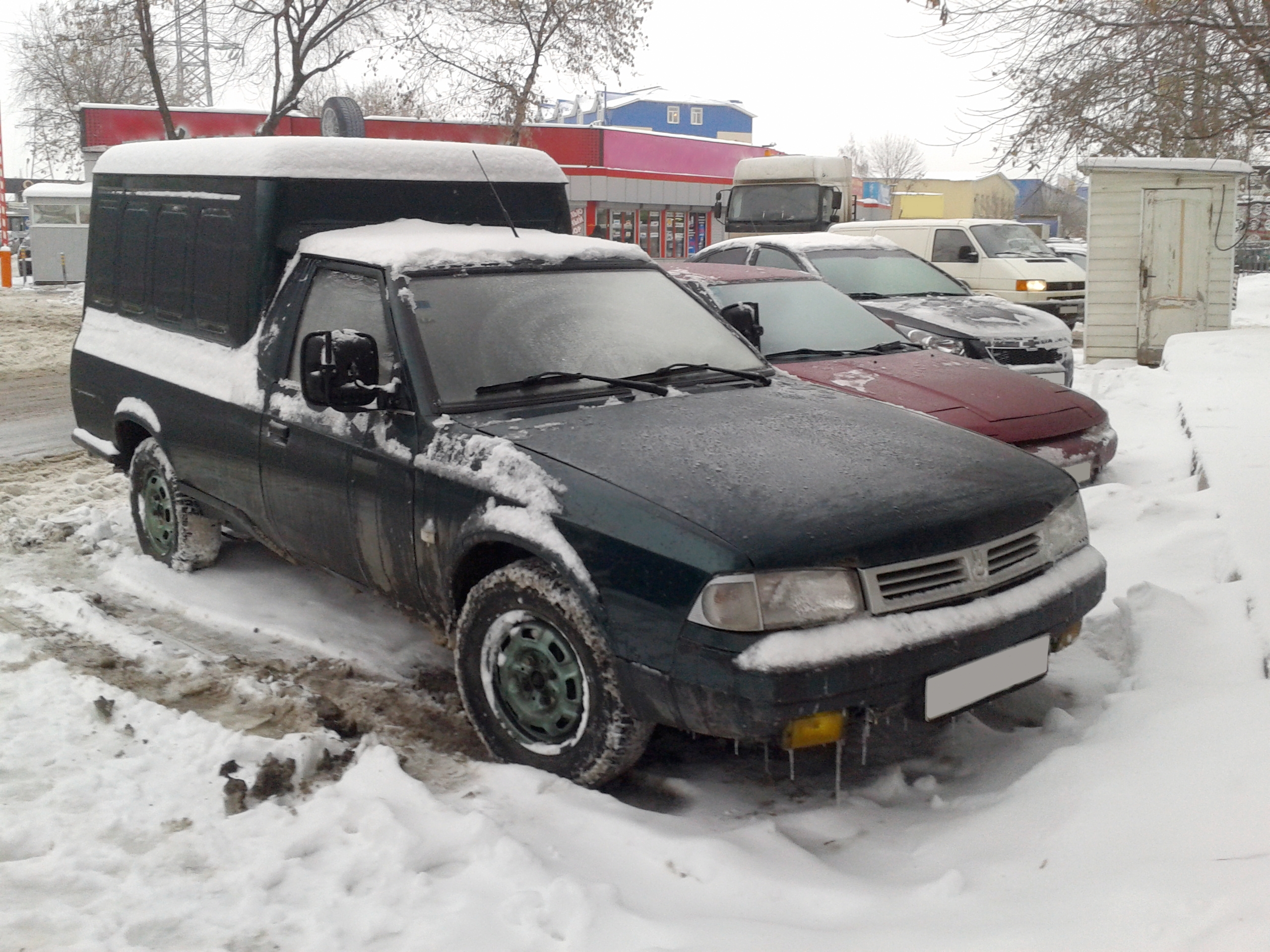
M-2335
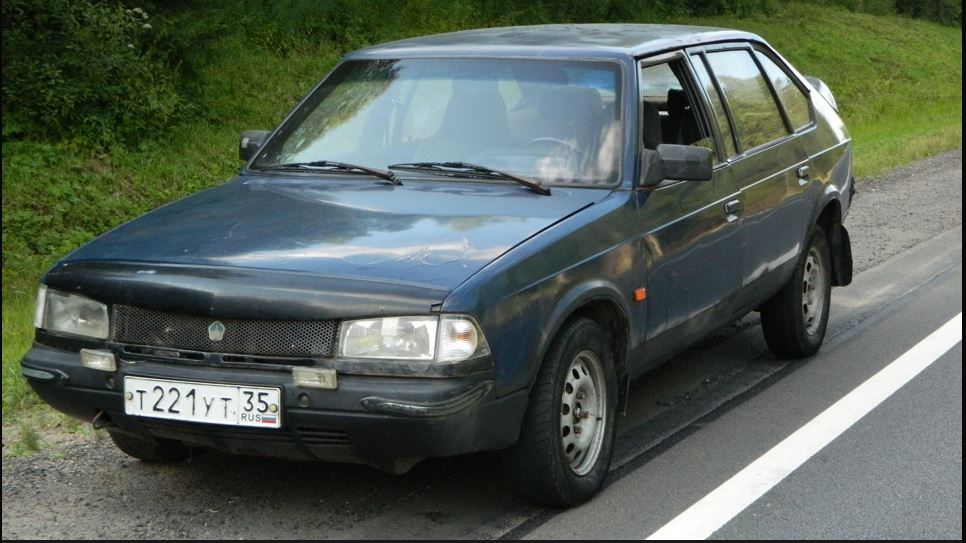
M-2141Y2 ユーリー・ドルゴルーキー ホイールベース延長モデル